# Albert Battel
Albert Battel (Klein-Pramsen (Prężynka), Provincia de Silesia, 21 de enero de 1891-Hattersheim, Distrito de Meno-Taunus, 1952) fue un oficial alemán de la Wehrmacht que se opuso al exterminio de la población judía de Przemyśl en 1942.
Salvo a 240 judíos que iban a ser trasladados a Auschwitz.
Después de esconderlos en el cuartel, fue trasladado a otro destino. 
En 1981, se le concedió el título de "Justo entre las Naciones" en Yad Vashem. En su honor, se plantó un árbol en el jardín de Yad Vashem, como recordatorio de que algunos alemanes desobedecieron las órdenes de la "Solución Final".

## Biografía
Albert Battel se crio en una familia católica y estudió en el instituto de Breslavia. Posteriormente, se licenció en Economía y en Derecho en Múnich. Durante la Primera Guerra Mundial fue soldado.
Aunque en 1933 se afilió al partido nazi, nunca se comportó de modo antisemita ni apoyó este tipo de directrices, siendo investigado al respecto tras ayudar a su cuñado judío para que pudiera huir a Suiza.

## Carrera militar
En julio de 1942, un grupo de judíos de Przemyśl fueron asignados al ejército alemán como trabajadores en la industria armamentística. Se rumoreó que a fines de mes, los judíos de Przemyśl serían trasladados al campo de exterminio de Bełżec. El gueto se había cerrado el 15 de julio. El domingo 26 de julio, un hombre, Samuel Igiel, logra contactarse con Battel y le informa de los rumores. Battel hace una llamada telefónica a la Gestapo local preguntado qué estaba sucediendo y en respuesta le cuelgan el teléfono. Furioso, Battel recurre a su superior, el mayor Liedtke para pedir un batallón para impedir la deportación. El mayor Liedtke accede. 
La Gestapo también accede a que 2500 judíos permanezcan en Przemyśl por un tiempo mientras que Battel se dirige al gueto con camiones y soldados armados. Al llegar a las puertas del gueto, Batel exige a la guardia que lo dejen pasar. Los guardias se resisten y Battel amenaza con entrar a sangre y fuego al gueto; los guardias acceden.
Battel logran sacar a 240 judíos del gueto y los pone a resguardo escondiéndolos en los sótanos del cuartel general

## Filmografía sobre Battel
El acto heroico de Battel del 26 de julio de 1942 fue rescatado en el episodio tercero del documental de 2005 de la BBC Auschwitz: Los Nazis y "La Solución Final".